# Martha Carrier
Martha Carrier, död 1692, var en av de åtalade i häxprocessen i Salem. 
Hon var gift med Thomas Morgan Carrier. Familjen var fattig och försörjde sig knapphändigt på sin gård. 
Häxprocessen i Salem utbröt sedan ett antal flickor, Betty Parris, Abigail Williams, Ann Putnam, Mercy Lewis, Mary Walcott, och Elizabeth Hubbard, hade plågats av anfall. Parris och Williams anklagade sedan tre kvinnor: Tituba, Sarah Good och Sarah Osborne, för att ha förtrollat dem. 
Martha Carrier utpekades när en del av "Salem-flickorna" reste omkring i trakten för att identifiera vilka personer som hade deltagit i förhäxningen och som var häxor. 
Hon dömdes som skyldig och avrättades genom hängning.